# Syllis amica
Syllis amica är en ringmaskart som beskrevs av Jean Louis Armand de Quatrefages de Bréau 1866. Syllis amica ingår i släktet Syllis och familjen Syllidae. Arten har ej påträffats i Sverige. Inga underarter finns listade i Catalogue of Life.